# Angelos Baš
Angelos Baš, slovenski etnolog, * 24. avgust 1926, Tabor v Savinjski dolini, † 25. avgust 2008, Ljubljana.

## Življenje in delo
Gimnazijo je obiskoval v Mariboru, kjer je 1944 maturiral. Diplomiral je 1951 iz etnologije na ljubljanski Filozofski fakulteti (FF) in prav tam 1959 tudi doktoriral z disertacijo Noša na slovenskem v poznem srednjem veku in 16. stoletju. V letih 1950−1963 je bil kustos Mestnega muzeja v Ljubljani, nato delal v Slovenskem etnografskem muzeju, od 1979 na Inštitutu za slovensko narodopisje pri Slovenski akademiji znanosti in umetnosti; od 1981 kot znanstveni svetnik. Leta 1969 je bil izvoljen za docenta na ljubljanski FF, od 1978 je postal prav tam izredni in 1984 redni profesor na oddelku za etnologijo. V letih 1968−70 se je strokovno izpopolnjeval v nemškem Tübingenu. Baš je prvi slovenski raziskovalec, ki se je pričel ukvarjati z zgodovinsko etnologijo, in se je na podlagi arhivskih virov posvetil časovno bolj odmaknjenim obdobjem. Obdeloval je materialno kulturo različnih dob, posebej še oblačilno kulturo. Opredelil se je za etnologijo kot preučevanje načina življenja vseh družbenih plasti naroda in v tej smeri preučeval geografsko omejene skupine prebivalstva, za katere je značilna določena gospodarska dejavnost. Objavil je okoli 300 del in med drugim uredil knjigo Slovensko ljudsko izročilo in od 1991 kot glavni urednik vodil delo pri Slovenskem etnološkem leksikonu (izšel 2004).
Prejel je mdr. nagrado Sklada Borisa Kidriča (1968), Murkovo priznanje (1989) in nagrado RS za znanstvenoraziskovalno delo (1992). 